# Григорян, Лилит
Лилит Григорян (род. 24 июня 1985, Ереван) — армянская пианистка в Германии.

## Образование
Лилит начала играть на фортепиано в возрасте 7 лет. Её педагогом была Аркуи Арутюнян в музыкальной школе имени Спендиаряна. Затем окончила Ереванскую государственную консерваторию имени Комитаса. Преподавателем был Сергей Сараджян. В возрасте 18 лет она уехала в Германию, чтобы продолжить обучение в университете музыки и театра в Ростоке. Она окончила его с высшим отличием.
Она также училась в Музыкальной капелле королевы Елизаветы (Бельгия) под руководством Марии Жуан Пиреш.

## Деятельность
Лилит гастролировала по миру и выступала на таких площадках, как: Концертхаус (Берлин), Эльбская филармония (Гамбург), Филармония Эссена, Laeiszhalle Hamburg, Gasteig Munich, Консертгебау (Амстердам), Большой зал Mozarteum Salzburg, Salle Cortot, Cité de la Musique, BOZAR, Flagey, Дворец каталонской музыки, Auditorio Nacional de Música Madrid, Halle aux Grains в Тулузе и Steinway Halls в Нью-Йорке, Лондоне и Гамбурге.
Она также является камерным музыкантом и сотрудничает с различными артистами, включая Марию Жуан Пиреш, Вивиану Хагнер, Валерия Соколова, Сару Кристиан, Хиоли Тогава и Андрея Иониче.
Её концерты транслировались на Deutschlandradio, BBC Radio 3, BR Klassik, NDR Kultur, MDR Kultur, SWR Kultur, Radio France, Musique 3, France 3, а также на общественных вещательных компаниях Армении, Radio Mexico и RAI 3.
Дебютный диск Лилит вышел в 2012 году с произведениями Скарлатти, Шумана, Бартока и Хачатуряна (DiscAuverS). В 2017 и 2018 годах были выпущены ещё две записи камерной музыки, получившие признание критиков; первый со скрипачкой Сарой Кристиан (Подлинная) и второй со скрипачкой Хиоли Тогава (Наксос). В ноябре 2018 года Лилит выпустила Variations sérieuses (Классика орхидей), включающую произведения Баха, Бузони, Бетховена, Мендельсона, Бизе и Шимановского. Запись была встречена с большим энтузиазмом международными обозревателями. Новая запись Лилит цикла «Música callada» Фредерика Момпу была выпущена в октябре 2021 года (Orchid Classics) и уже привлекла большое внимание средств массовой информации. Сразу после выпуска диск появился в топе-10 лучших ежемесячных альбомов Apple Music.
Сейчас Лилит Григорян преподаёт в Ростокском университете музыки и драмы и Ростокской молодёжной академии.

## Награды
Лилит была лауреатом нескольких международных конкурсов и во время учёбы получала поддержку от различных фондов, в том числе «Deutsche Stiftung Musikleben», «Safran», «Horst-Rahe-Stiftung» и «Keyboard Charitable Trust». Она также была удостоена стипендии Европейского «музыкального фонда Yamaha» и премии «Tabor Piano Prize» Академии Вербье.
- В 2007 году Лилит выиграла международный конкурс пианистов «Vianna da Motta» в Португалии.

- В 2008 г. была награждена престижной премией Президента РА в области культуры; была удостоена почётных званий Государственной Думы Российской Федерации и мэра Еревана; получила премию «Фонда Yamaha» в том же году.

- В 2009 году получила премию «Tabor Piano Award» (Фестивальная академия Вербье).

- В 2010 году получила приз на конкурсе Франсиса Пуленка.

- В 2011 году стала лауреатом международного конкурса имени Хачатуряна[4].